# Óleno (Etolia)
Óleno (en griego, Ώλενος) es el nombre de una antigua ciudad griega de Etolia, que fue mencionada por Homero en el catálogo de las naves de la Ilíada. También se la cita como patria del argonauta Palemón.
En época de Estrabón solo quedaban restos de la ciudad, que sitúa al pie del monte Aracinto. El geógrafo menciona que estaba cerca de Pleurón y que fue arrasada por los eolios, tras lo cual los acarnanios reclamaron el territorio que ocupaba la ciudad.
Se desconoce su localización exacta, pero se ha sugerido que podría haber estado emplazada en el mismo lugar donde se hallaba Itoria, cuyos restos están en una colina próxima al pueblo de Agios Ilias, cerca de la parte septentrional del golfo de Etolia. En esa colina y en lugares próximos a ella han sido encontrados restos del periodo helenístico, y también de la Edad del Bronce, entre los que se encuentran varios enterramientos con ajuar funerario del periodo micénico.